# Beatrice d'Este (ungersk drottning)
Beatrice d'Este , född 1215, död 1245, var en ungersk drottning, gift 1234 med kung Andreas II av Ungern.
Hon var dotter till markis Aldobrandino I av Este (död 1215), och uppfostrades av sin farbror markis Azzo VII av Este. Andreas II blev förälskad i henne då han besökte hennes farbrors hov och bad om att få gifta sig med henne. Hennes farbror gav sitt tillstånd efter att paret avstod från hennes arvsrätt. Beatrice var illa omtyckt av sina styvsöner. Hon var gravid vid makens död, men hennes styvsöner anklagade henne då för äktenskapsbrott och vill arrestera henne. Hon kunde endast lämna Ungern med hjälp av kejsarens ambassadör, som kommit för att närvara vid begravningen. Hon återvände till Italien, där hon dock inte fick en permanent bostad efter att farbrodern vägrade att ta emot henne. Hon försökte få sin son Stefan erkänd som legitim och bad Venedig om hjälp, men Venedig lovade i ett fördrag med Ungern 1244 att avstå från att ge henne stöd.  
Påven Innocentius IV gav henne en inkomst från 35 kloster.  